# Gran Premio d'Europa 1985
Il Gran Premio d'Europa 1985  è stata la quattordicesima gara della stagione 1985 del Campionato mondiale di Formula 1. Si è corsa domenica 6 ottobre sul Circuito di Brands Hatch. La gara è stata vinta dal britannico Nigel Mansell su Williams-Honda; per il vincitore si trattò del primo successo nel mondiale. Ha preceduto sul traguardo il brasiliano Ayrton Senna su Lotus-Renault e il finlandese Keke Rosberg, anch'egli su Williams-Honda.
Grazie al quarto posto ottenuto nella gara Alain Prost si aggiudicò, per la prima volta, il campionato mondiale piloti. Fu l'ultimo gran premio iridato per John Watson.

## Vigilia

### Sviluppi futuri
Anche la Ligier accolse l'invito del proprio governo e decise di boicottare il Gran Premio del Sudafrica. Venne ipotizzato che, in caso di conquista del titolo per Prost, la gara potesse venir definitivamente cancellata.

### Analisi per il campionato piloti
A tre gare dal termine della stagione Alain Prost comandava la classifica con 16 punti di margine su Michele Alboreto. Il regolamento dell'epoca stabiliva che sarebbero stati calcolati i migliori 11 risultati della stagione. Prost aveva già colto 10 arrivi nei punti, mentre Alboreto ne aveva solo 9. Prost si era imposto in 5 occasioni, Alboreto in 2. Ciò significava che il pilota della Ferrari, avesse vinto anche le ultime tre gare, avrebbe dovuto scartare il quarto posto d'Olanda, potendo raggiungere, al massimo 77 punti, a fine stagione.
Per ottenere il titolo Prost avrebbe potuto:
- vincere;
- arrivare secondo con Alboreto che non vince;
- arrivare terzo con Alboreto che non arriva fra i primi due;
- arrivare quarto con Alboreto al massimo terzo;
- arrivare quinto con Alboreto al massimo quarto.

### Aspetti tecnici
La FISA impose alle scuderie di rivedere le prese d'aria dei freni (denominate prese d'aria dinamiche) che avevano assunto l'aspetto di elementi aerodinamici mobili, destinati a deviare i vortici d'aria, causati dalla rotazione delle ruote anteriori. La FOCA ottenne dalla federazione la possibilità di mantenere le vecchie prese d'aria fino al Gran Premio del Sudafrica ma, in realtà, per la gara di Brands Hatch solo McLaren, Toleman, Tyrrell e RAM presentarono delle soluzioni non ancora conformi ai dettami della FISA.
La Williams presentò la FW10/B, vettura equipaggiata con una nuova sospensione posteriore: dalla forma a bilanciere si passò a un doppio triangolo e un selezionatore. Questa sospensione veniva ancorata molto più in alto, per fare funzionare meglio l'estrattore. Il cofano è abbassato di dieci centimetri e gli alettoni sono modificati.
La Scuderia Ferrari affrontò l'impegno con la versione 156/85B, dotata di alettone anteriore triplano. Sulla Renault di Patrick Tambay venne installata una telecamera, al fine di consentire delle riprese durante il gran premio.
Nei test effettuati in estate la McLaren aveva ottenuto la miglior prestazione con Alain Prost, che aveva anche fatto suo il record sul giro, in 1'09"39.

### Aspetti sportivi
Il gran premio era previsto, inizialmente, nel calendario iridato, anche se non era stato ancora deciso se la gara si sarebbe tenuta sul tracciato britannico di Brands Hatch, oppure su un circuito cittadino a Roma. La versione del calendario per il 1985, resa nota all'inizio di ottobre 1984, non prevedeva più la tenuta del Gran Premio d'Europa ma, in sua vece, una gara da tenersi a New York. Pochi giorni dopo, all'indomani del Gran Premio d'Europa 1984, in una riunione a Parigi, la FISA pubblicò una ennesima bozza del calendario per il 1985. Veniva nuovamente previsto il gran premio, da disputarsi a Roma, solo però come riserva nel caso una delle gare ammesse al calendario non fosse stata confermata. Il 2 novembre venne cancellato il gran premio di Dallas, che avrebbe dovuto accogliere la prima gara della stagione, il 24 marzo. Ciò aumentò le possibilità che il calendario potesse ospitare la gara di Roma.
Il 2 giugno 1985 gli organizzatori del gran premio di New York tentarono di confermare la gara nel calendario iridato, per il 6 ottobre, annunciando un accordo con l'amministrazione comunale della città. Pochi giorni dopo la FOCA annunciò, invece, che il 22 settembre si sarebbe tenuto, al posto della gara a New York, il Gran Premio d'Europa, da tenersi presso il Circuito di Brands Hatch, eliminando così, definitivamente, la possibilità di correre a Roma.
Il tracciato britannico aveva già ospitato una gara con tale denominazione nel 1983 quando, per la prima volta, l'intitolazione non valeva solo come titolo onorifico, aggiunto a uno dei gran premi disputati nel continente, ma denominava una gara autonoma. Quale titolo onorifico, aggiunto alla denominazione di Gran Premio di Gran Bretagna, il gran premio d'Europa si era svolto a Brands Hatch nel 1964 e nel 1972. Il tracciato aveva ospitato, in totale, 12 volte una prova valida per il Campionato mondiale di Formula 1, oltre a numerosissime gare non valide per il mondiale.
Niki Lauda, infortunatosi nella prove del precedente Gran Premio del Belgio non fu in grado di partecipare alla gara. Per tale ragione la McLaren si affidò a John Watson, pilota già impiegato dalla scuderia britannica tra il 1979 e il 1983. Watson utilizzò il numero 1, che spettava a Lauda. Il nordirlandese è così l'unico pilota che ha corso con tale numero, senza essere campione del mondo in carica, dal 1975 in poi. Watson era stato contattato per sostituire l'austriaco già nella gara di Spa ma, a causa del ritardo nella sua nomina, la sua presenza sarebbe stata possibile solo in deroga al regolamento, grazie all'autorizzazione di tutti i concorrenti. La sua partecipazione trovò però l'opposizione della Scuderia Ferrari. Visti i tempi non competitivi fatti registrate da Watson nei test condotti dalla McLaren, la scuderia stessa cercò di ingaggiare, al suo posto, Derek Warwick, ma senza successo.
La Tyrrell trovò il sostituto di Stefan Bellof nel pilota milanese Ivan Capelli. La scuderia britannica tornò, così, a schierare due vetture. Capelli, all'esordio nella massima categoria, aveva vinto il Campionato europeo di F3 nel 1984, e aveva disputato il Campionato europeo di Formula 3000 1985. Alla gara prese parte nuovamente il team Haas, dopo aver saltato il gran premio di Spa.

## Qualifiche

### Resoconto
Al venerdì Ayrton Senna chiuse al comando le prove ufficiali, con 1'08"020, nuovo record del tracciato. Tra l'altro il vecchio record, che apparteneva a Keke Rosberg, era l'ultimo in Formula 1 detenuto da una vettura a motore aspirato e non turbo. La Lotus fece scaldare gli pneumatici in un forno, viste le basse temperature registrate sul tracciato inglese. Alle spalle di Senna si classificò il suo connazionale Nelson Piquet, anche se staccato di oltre un secondo che, a sua volta, precedette Rosberg.
Alboreto chiuse con l'ottavo tempo, dopo aver anche rotto una turbina, e aver temuto per le condizioni di un motore. Fece peggio Stefan Johansson, che colse solo il tredicesimo tempo, un secondo più alto del tempo ottenuto nei test di agosto. Lo svedese ruppe la frizione, al mattino. Le Ferrari venivano giudicate buone in trazione, ma senza velocità di punta sufficiente. L'altro pretendente al titolo, Prost, chiuse quinto, ma anche lui non fu capace di battere il tempo ottenuto nei test effettuati due settimane prima della gara. Il francese era penalizzato da una vettura molto saltellante, tanto che dovette procedere alla sostituzione degli ammortizzatori.
Watson, altro pilota della McLaren, deluse col diciassettesimo tempo, mentre fu ventiseiesimo Ivan Capelli, all'esordio nella categoria. Il milanese fu capace di controllare la vettura in un paio di testacoda. Finirono fuori pista Teo Fabi, che danneggiò la sua monoposto, ed Elio de Angelis, che scivolò su una macchia d'olio, alla Westfield. Il pilota romano fu portato, per accertamenti, all'infermeria del circuito, ma poté proseguire nel suo impegno.
Nella seconda giornata di prove ufficiali si riprodusse la sfida tra i due brasiliani. Prima Piquet fu capace di abbassare il limite a 1'07"482, poi Senna rispose in 1'07"169, alla media di 225,470 km/h. Per il pilota della Lotus fu la sesta pole position in carriera.
In seconda fila salì Nigel Mansell davanti al compagno di team Rosberg, che però si lamentò di essere stato ostacolato da Capelli. Per protesta il finlandese frenò davanti alla vettura del pilota milanese, che tamponò Rosberg, danneggiando l'alettone anteriore. Dietro a Rosberg si qualificò Philippe Streiff su Ligier, che precedette il connazionale Prost. Streiff era stato anche autore di un testacoda, alla Hawthorn, a oltre 300 km/h. Prost, dal suo canto, si lamentò per la incapacità di sfruttare a pieno le gomme, stante la mancanza di sufficiente trazione.
Le Ferrari peggiorarono la prestazione del venerdì, con Alboreto che scese in quindicesima posizione. I problemi tecnici a turbine e motore frenavano le prestazioni delle vetture italiane, sia nella ricerca della velocità che nella stabilità in curva. Sulla linea del traguardo, per esempio, Rosberg toccava i 306 km/h, mentre Johansson superava di poco i 298 km/h e Alboreto si fermava a 297 km/h.
Capelli colse il ventiquattresimo tempo, qualificandosi per la gara. L'idea di scaldare gli pneumatici, lanciata dalla Lotus, al venerdì, venne seguita da molte scuderie, tra cui la Ferrari, che acquistò, sul posto, alcune stufette.

### Risultati
I risultati delle qualifiche furono i seguenti:
| Pos                     | Nº | Pilota             | Costruttore            | Tempo    | Griglia |
| ----------------------- | -- | ------------------ | ---------------------- | -------- | ------- |
| 1                       | 12 | Ayrton Senna       | Lotus-Renault          | 1'07"169 | 1       |
| 2                       | 7  | Nelson Piquet      | Brabham-BMW            | 1'07"482 | 2       |
| 3                       | 5  | Nigel Mansell      | Williams-Honda         | 1'08"059 | 3       |
| 4                       | 6  | Keke Rosberg       | Williams-Honda         | 1:08.197 | 4       |
| 5                       | 25 | Philippe Streiff   | Ligier-Renault         | 1'09"080 | 5       |
| 6                       | 2  | Alain Prost        | McLaren-TAG Porsche    | 1'09"429 | 6       |
| 7                       | 8  | Marc Surer         | Brabham-BMW            | 1'09"762 | 7       |
| 8                       | 16 | Derek Warwick      | Renault                | 1'09"904 | 8       |
| 9                       | 11 | Elio De Angelis    | Lotus-Renault          | 1'10"014 | 9       |
| 10                      | 26 | Jacques Laffite    | Ligier-Renault         | 1'10"081 | 10      |
| 11                      | 22 | Riccardo Patrese   | Alfa Romeo             | 1'10"251 | 11      |
| 12                      | 18 | Thierry Boutsen    | Arrows-BMW             | 1'10"323 | 12      |
| 13                      | 28 | Stefan Johansson   | Ferrari                | 1'10"517 | 13      |
| 14                      | 20 | Piercarlo Ghinzani | Toleman-Hart           | 1'10"570 | 14      |
| 15                      | 27 | Michele Alboreto   | Ferrari                | 1'10"659 | 15      |
| 16                      | 3  | Martin Brundle     | Tyrrell-Renault        | 1'10"731 | 16      |
| 17                      | 15 | Patrick Tambay     | Renault                | 1'10"934 | 17      |
| 18                      | 23 | Eddie Cheever      | Alfa Romeo             | 1'11"500 | 18      |
| 19                      | 17 | Gerhard Berger     | Arrows-BMW             | 1'11"608 | 19      |
| 20                      | 19 | Teo Fabi           | Toleman-Hart           | 1'12"090 | 20      |
| 21                      | 1  | John Watson        | McLaren-TAG Porsche    | 1'12"496 | 21      |
| 22                      | 33 | Alan Jones         | Lola-Hart              | 1'13"084 | 22      |
| 23                      | 9  | Philippe Alliot    | RAM-Hart               | 1'13"537 | 23      |
| 24                      | 4  | Ivan Capelli       | Tyrrell-Renault        | 1'13"721 | 24      |
| 25                      | 30 | Christian Danner   | Zakspeed               | 1'15"054 | 25      |
| 26                      | 29 | Pierluigi Martini  | Minardi-Motori Moderni | 1'15"127 | 26      |
| Vetture non qualificate |    |                    |                        |          |         |
| NQ                      | 24 | Huub Rothengatter  | Osella-Alfa Romeo      | 1'16"994 | NQ      |

## Gara

### Resoconto
Pierluigi Martini ruppe il turbo della sua monoposto, durante il giro di riscaldamento, e fu costretto a prendere il via col muletto.
Al via Ayrton Senna mantenne il comando, mentre Keke Rosberg, dopo un'esitazione iniziale, ebbe la meglio su Nelson Piquet, conquistando la terza posizione, alle spalle di Nigel Mansell. Il rallentamento del finlandese costrinse Alain Prost a mettere due ruote sul prato, scivolando in quattordicesima posizione. Mansell tentò, senza successo, di passare in vetta alla Paddock Bend. Poco dopo il britannico subì l'attacco di Rosberg: dopo essere andato in sottosterzo, mise due gomme nella polvere, e fu passato anche da Piquet.
Nel corso del settimo passaggio Rosberg provò a sopravanzare Senna alla curva Surtees, ma il brasiliano chiuse la traiettoria. Il finlandese andò in testacoda, non permettendo così al vicino Piquet di evitare il contatto. Piquet ruppe l'alettone anteriore e la sospensione sinistra, costringendo al ritiro. Piquet rimase in traiettoria, e venne evitato da John Watson. Rosberg riuscì a proseguire, pur con una gomma bucata.
Rosberg tornò ai box e, dopo le riparazioni, rientrò in pista (da doppiato), proprio davanti a Senna, che stava respingendo gli attacchi di Mansell,  sull'altra Williams. Il finlandese ostacolò Senna durante il doppiaggio, costringendolo a rallentare, e finì per favorire il sorpasso del suo compagno di squadra Mansell. Nel mentre, Prost rimontò velocemente, portandosi in zona punti, dopo aver superato Michele Alboreto. Il giro successivo Stefan Johansson passò Marc Surer, per la quarta posizione, spingendolo fuori dal tracciato.
Dopo 12 giri Mansell godeva di un margine di oltre 4 secondi su Senna, che precedeva Elio De Angelis, Johansson, Surer e Jacques Laffite, che aveva passato, anche lui, Alboreto. Il pilota della Scuderia Ferrari passò ai box per il cambio gomme. Ripartì lontano dalla zona, e ruppe quasi subito il turbo, con la vettura che prese fuoco nella parte posteriore, senza che Alboreto se ne accorgesse. Al termine del giro successivo andò ai box, dove i meccanici spensero l'incendio. Col ritiro del ferrarista a Prost era sufficiente giungere quinto per vincere il titolo. Nel frattempo Johansson aveva riceduto la posizione a Surer. Al diciannovesimo giro Prost uscì dalla zona punti, passato da Laffite. Il pilota della Ligier superò anche Johansson e de Angelis, che, a sua volta, aveva ceduto la terza posizione a Surer.
Al trentesimo giro ormai il margine di Mansell su Senna era di 14 secondi. Il pilota della Lotus era sotto attacco di Surer e Laffite. Più dietro si profilava una battaglia tra un altro terzetto: de Angelis, Johansson e Prost. Tra il trentacinquesimo e trentaseiesimo giro, sempre alla Hawthorn Bend, Senna venne superato dai due piloti inseguitori.
Al trentottesimo passaggio Prost si fermò per cambiare le gomme, ove passò a gomme morbide. Rientrò in gara ottavo. Quattro giri dopo Johansson prese la quinta piazza a De Angelis. Ivan Capelli uscì di pista al quarantaseiesimo giro: il motore della Tyrrell prese fuoco, e costrinse all'intervento i commissari.
Laffite resistette fino al cinquantunesimo giro quando, per delle gomme ormai consumate, venne passato da Senna, prima di essere costretto ai box. Dopo la sosta di Johansson, Prost si ritrovò quinto, posizione sufficiente per il titolo. Il pilota della McLaren rafforzò la situazione, superando De Angelis poco dopo. La gara di Laffite s'interruppe definitivamente al cinquantanovesimo passaggio, per un problema al propulsore.
Mansell comandava con 16"8 su Surer, 22"7 su Senna, e oltre 50 su Prost. Un'altra esplosione di un turbo costò la gara a Surer. Nello stesso sessantatreesimo giro Rosberg ebbe la meglio su De Angelis, per il quarto posto. Due giri dopo il finlandese passò anche Prost, che aveva perso tempo nel doppiaggio di Riccardo Patrese.
Nigel Mansell riportò la prima vittoria in una gara iridata. Prost, quarto, poté festeggiare il suo primo titolo mondiale. Fu anche il primo titolo per un pilota francese.

### Risultati
I risultati del gran premio furono i seguenti:
| Pos | No | Pilota             | Costruttore            | Giri | Tempo/Ritiro               | Partenza | Punti |
| --- | -- | ------------------ | ---------------------- | ---- | -------------------------- | -------- | ----- |
| 1   | 5  | Nigel Mansell      | Williams-Honda         | 75   | 1h32'58.109                | 3        | 9     |
| 2   | 12 | Ayrton Senna       | Lotus-Renault          | 75   | +21"396                    | 1        | 6     |
| 3   | 6  | Keke Rosberg       | Williams-Honda         | 75   | +58"533                    | 4        | 4     |
| 4   | 2  | Alain Prost        | McLaren-TAG Porsche    | 75   | +1'06"121                  | 6        | 3     |
| 5   | 11 | Elio De Angelis    | Lotus-Renault          | 74   | +1 giro                    | 9        | 2     |
| 6   | 18 | Thierry Boutsen    | Arrows-BMW             | 73   | +2 giri                    | 12       | 1     |
| 7   | 1  | John Watson        | McLaren-TAG Porsche    | 73   | +2 giri                    | 21       |       |
| 8   | 25 | Philippe Streiff   | Ligier-Renault         | 73   | +2 giri                    | 5        |       |
| 9   | 22 | Riccardo Patrese   | Alfa Romeo             | 73   | +2 giri                    | 11       |       |
| 10  | 17 | Gerhard Berger     | Arrows-BMW             | 73   | +2 giri                    | 19       |       |
| 11  | 23 | Eddie Cheever      | Alfa Romeo             | 73   | +2 giri                    | 18       |       |
| 12  | 15 | Patrick Tambay     | Renault                | 72   | +3 giri                    | 17       |       |
| Rit | 8  | Marc Surer         | Brabham-BMW            | 62   | Motore                     | 7        |       |
| Rit | 28 | Stefan Johansson   | Ferrari                | 59   | Alternatore                | 13       |       |
| Rit | 26 | Jacques Laffite    | Ligier-Renault         | 58   | Motore                     | 10       |       |
| Rit | 30 | Christian Danner   | Zakspeed               | 55   | Motore                     | 25       |       |
| Rit | 4  | Ivan Capelli       | Tyrrell-Renault        | 44   | Incidente                  | 24       |       |
| Rit | 3  | Martin Brundle     | Tyrrell-Renault        | 40   | Perdita d'acqua            | 16       |       |
| Rit | 19 | Teo Fabi           | Toleman-Hart           | 33   | Motore                     | 20       |       |
| Rit | 9  | Philippe Alliot    | RAM-Hart               | 31   | Surriscaldamento           | 23       |       |
| Rit | 20 | Piercarlo Ghinzani | Toleman-Hart           | 16   | Motore                     | 14       |       |
| Rit | 33 | Alan Jones         | Lola-Hart              | 13   | Radiatore/surriscaldamento | 22       |       |
| Rit | 27 | Michele Alboreto   | Ferrari                | 13   | Motore                     | 15       |       |
| Rit | 7  | Nelson Piquet      | Brabham-BMW            | 6    | Collisione con K. Rosberg  | 2        |       |
| Rit | 16 | Derek Warwick      | Renault                | 4    | Iniezione                  | 8        |       |
| Rit | 29 | Pierluigi Martini  | Minardi-Motori Moderni | 3    | Incidente                  | 26       |       |
| NQ  | 24 | Huub Rothengatter  | Osella-Alfa Romeo      |      |                            |          |       |

## Classifiche

### Piloti
| Pos. | Pilota            | Punti |
| ---- | ----------------- | ----- |
| 1    | Alain Prost       | 72    |
| 2    | Michele Alboreto  | 53    |
| 3    | Ayrton Senna      | 38    |
| 4    | Elio De Angelis   | 33    |
| 5    | Keke Rosberg      | 25    |
| 6    | Nigel Mansell     | 22    |
| 7    | Nelson Piquet     | 21    |
| 7    | Stefan Johansson  | 21    |
| 9    | Niki Lauda        | 14    |
| 10   | Patrick Tambay    | 11    |
| 11   | Jacques Laffite   | 10    |
| 11   | Thierry Boutsen   | 10    |
| 13   | Marc Surer        | 5     |
| 13   | Derek Warwick     | 5     |
| 15   | Stefan Bellof     | 4     |
| 16   | René Arnoux       | 3     |
| 16   | Andrea De Cesaris | 3     |

### Costruttori
| Pos. | Team                  | Punti |
| ---- | --------------------- | ----- |
| 1    | McLaren-TAG Porsche   | 86    |
| 2    | Ferrari               | 77    |
| 3    | Lotus-Renault         | 71    |
| 4    | Williams-Honda        | 47    |
| 5    | Brabham-BMW           | 26    |
| 6    | Renault               | 16    |
| 7    | Ligier-Renault        | 13    |
| 8    | Arrows-BMW            | 10    |
| 9    | Tyrrell-Ford Cosworth | 4     |